# Salz-Bernsteinschnecke
Die Salz-Bernsteinschnecke (Quickella arenaria, Syn.: Catinella arenaria, Catinella (Quickella) arenaria) ist eine Schneckenart der Familie der Bernsteinschnecken (Succineidae) aus der Unterordnung der Landlungenschnecken (Stylommatophora). Es ist die einzige Art der Gattung Quickella Boettger, 1939.

## Merkmale
Das meist rötlich bernsteinfarbene Gehäuse ist bis 9 mm hoch, bis 4,5 mm breit und besitzt drei bis vier, stark gewölbte Windungen, die durch eine tiefe Naht abgesetzt sind. Die Mündung ist rundlich-eiförmig und die Mündungshöhe nimmt etwa die Hälfte der Gesamthöhe ein. Die Schale ist dünn, aber festwandig und kaum durchscheinend. Die Oberfläche ist matt und weist recht grobe, unregelmäßige Anwachsstreifen auf. Das Gehäuse ist orange-rötlich gefärbt bis rötlich-bernsteinfarben, aber häufig zur Tarnung mit einer Schmutzkruste überzogen.
Der Weichkörper ist auf der Oberseite schwarz, auf der Unterseite dunkelgrau. Die Fußsohle ist in Längsrichtung undeutlich dreigeteilt. Im Genitalapparat ist der Samenleiter recht kurz und tritt apikal in den Penis durch eine einfache Pore ein. Auch der Penis ist einfach, ohne Epiphallus und ohne Penishülle. Der dünnwandige Penis besitzt an der Innenwand zwei oder drei fleischige Längsfalten, die mit zahlreichen mikroskopischen Papillen besetzt sind. Der Penisretraktormuskel setzt am Apex des Penis direkt neben dem Eingang des Samenleiters an. Hier ist auf ein schwarzer Pigmentfleck ausgebildet. Der freie Eileiter ist ebenfalls recht kurz, die Vagina ist sogar extrem kurz und besitzt einen Muskelring. Der Stiel der Samenblase ist dagegen lang und sehr schlank.

### Ähnliche Arten
Die Art ist von der Kleinen Bernsteinschnecke (Succinella oblonga) gehäusemorphologisch nur schwer zu unterscheiden. Die Umgänge nehmen etwas rascher zu, sodass das Gehäuse der Salz-Bernsteinschnecke bei gleicher Größe etwas weniger Windungen hat. Der Weichkörper ist bei der Salz-Bernsteinschnecke dunkelgrau bis schwarz, bei der Kleinen Bernsteinschnecke dunkelgrau. Die Mündung ist etwas breiter und gerundeter. Eine sichere Unterscheidung der beiden Arten ist nur durch die Untersuchung des Genitalapparates möglich. Im Vergleich zur Kleinen Bernsteinschnecke ist sowohl der Samenleiter, der Eileiter wie auch die Vagina wesentlich kürzer. Der Penis ist ohne Epiphallus und ohne Penishülle. Der Retraktormuskel setzt am Apex des Penis an. Der Stiel der Samenblase ist wesentlich länger.

## Geographische Verbreitung und Lebensraum
Das Verbreitungsgebiet der Art ist (bzw. war) weitgehend auf die Küsten Nordspaniens, Frankreichs, Belgiens, der Niederlande, Nordwestdeutschlands, Schwedens (Öland, Gotland), Englands (Norddevonshire) und Irlands (County Mayo) beschränkt. Sie kommt nur an wenigen Lokalitäten auch im Inland vor, so in Mittelirland, in den Gebirgen Mittelskandinaviens, in der südlichen und südöstlichen Schweiz, Norditalien(?), Frankreich (nordwestliche Alpes-Maritimes), spanische Pyrenäen in der zentralen Slowakei (Tisovec) und in Polen (Kielce). Allerdings ist das tatsächliche Verbreitungsgebiet noch wenig bekannt. Erst vor kurzem wurde ein neues Vorkommen in der Provinz Castellón (Autonome Region Valencia, Spanien) entdeckt. Übersehen wurde bisher auch ein Nachweis aus Nordwestafrika. Auch können einige Fundmeldungen auf Verwechslungen beruhen.
Sie lebt dort in feuchten, wenig bewachsene Mulden in den Küstensanddünen, auf offenen schlammigen Stellen von Sümpfen, aber noch mit kleinen Bereichen mit fließendem Wasser, die nicht tief überflutet werden, auf sandigem oder schlammigen, kalkhaltigen Böden. In der Schweiz kommt sie bis in eine Höhe von 2200 m über Meereshöhe vor.

## Taxonomie
Das Taxon wurde 1838 von Valery Louis Victor Potiez und André Louis Gaspard Michaud als Succinea arenaria erstmals beschrieben. In der Literatur ist das Taxon oft auch mit Nicolas Robert Bouchard-Chantereaux als Autor und der Jahreszahl 1837 als Publikationsdatum zu finden. Das früheste Datum, an dem sich die Arbeit von Bouchard-Chantereaux nachweisen ließ, ist der 10. November 1838, während die Arbeit von Potiez & Michaud (1838) bereits am 27. Oktober 1838 erschienen war. Nach dem jetzigen Stand hat also Succinea arenaria Potiez & Michaud, 1838 Priorität vor Succinea arenaria Bouchard-Chantereaux, 1838. Nach der sehr detaillierten Untersuchung von Succinea arenaria durch Hamilton Ernest Quick und den darin festgestellten Unterschieden zu den anderen Arten der Gattung Succinea schlug Caesar-Rudolf Boettger 1939 für diese Art die neue Gattung Quickella vor. Bereits 1870 hatte William Harper Pease die Gattung Catinella für eine Art auf den Hawaii-Inseln aufgestellt, die Ähnlichkeit im Geschlechtsapparat aufweist. Daher wurde Quickella teils als Synonym, teils als Untergattung von Catinella Pease, 1870 aufgefasst. Das Gehäuse von Catinella ist ohrförmig mit nur 1,5 bis zwei Windungen, und im Geschlechtsapparat gibt es ebenfalls signifikante Unterschiede. Der Penis ist bei Catinella sehr kurz, die Samenblase sehr groß, jeweils im Vergleich zu den Verhältnissen bei Quickella. Daher wird Quickella Boettger heute als gültige Gattung anerkannt (Schileyko, Welter Schultes).

## Gefährdung
Die Reliktvorkommen sind durch Entwässerungsmaßnahmen gefährdet. In Deutschland ist die Art verschollen bzw. ausgestorben, der letzte Nachweis stammt von 1988. In England und Irland sowie in der Schweiz gilt sie als gefährdet (Welter Schultes).

## Belege